# George Siravo
George Siravo (New York, 2 oktober 1916 – Medford (Oregon), 28 februari 2000) was een Amerikaans componist, dirigent, klarinettist en saxofonist.

## Levensloop
Siravo begon al in jonge jaren met klarinetlessen. Een van zijn eerste engagementen was de medewerking als klarinettist en saxofonist in de Harry Reser's Cliquot Club Eskimos, een dixieland-band die als een van de eerste in dit genre bekend werd via de radio. Een ander lid van deze groep was de slagwerker Harry Breuer. Vanaf de vroege jaren 1930 speelde hij professioneel saxofoon in verschillende orkesten van onder andere Jan Savitt, Charlie Barnet, Will Hudson en Artie Shaw. Hij speelde in Glenn Millers eerste band en kwam in 1938 met Gene Krupa samen, die tevoren met Benny Goodman had samengewerkt.
Aansluitend was hij medewerker bij het populaire radioprogramma "Your Hit Parade". Daar leerde hij ook Frank Sinatra kennen, die hem een opdracht voor het componeren van een herkenningsmelodie van zijn radioshow "Frank Sinatra in Person" gaf.
Toen begon hij ook als freelance-arrangeur te werken voor Gene Krupa, Artie Shaw, Charlie Barnet en anderen. In 1944 kreeg hij een aanvraag van Axel Stordahl, een van de hoofd-arrangeurs van Frank Sinatra, om hem bij het componeren van een kenmerk-song te helpen. Het werd Saturday Night (Is the Loneliest Night of the Week). In 1947 werd hij arrangeur en dirigent bij de platenmaatschappij Columbia Records. Daar werd ook zijn samenwerking met Frank Sinatra bevestigd. Hij orkestreerde de opnames van twee heel bekende langspeelplaten, Swing and Dance with Frank Sinatra en Songs for Young Lovers.
Ook voor andere bekende artiesten heeft Siravo gewerkt, zoals voor Doris Day ("It's Magic") en Tony Bennett voor het album "Who Can I Turn To?". Verder werkte hij voor Vic Damone, Jimmy Rosselli, Connie Boswell en Rosemary Clooney.

## Composities

### Werken voor orkest
- 1954 Palsy Walsy
- Some of These Days
- Symphony Rock

### Werken voor harmonieorkest
- 1973 Fantasy on the Blues, voor harmonieorkest
- 1974 Summer Memories